# Saison 1 de Las Vegas
Chronologie
Saison 2
Cet article présente la première saison de la série télévisée Las Vegas.

## Distribution

### Acteurs principaux
- James Caan (VF : Georges Claisse) : Edward Melvin « Big Ed » Deline
- Josh Duhamel (VF : Alexis Victor) : Danny McCoy
- James Lesure (VF : Christophe Peyroux) : Mike Cannon
- Vanessa Marcil (VF : Dominique Westberg) : Samantha « Sam » Jane Marquez
- Molly Sims (VF : Caroline Delauney) : Délinda Deline
- Nikki Cox (VF : Dominique Léandri) : Mary O'Connell
- Marsha Thomason (VF : Olivia Dalric) : Nessa Holt

### Acteurs récurrents
- Mitch Longley (en)  (VF: Frédéric Darie puis Gérard Chergui) : Mitch Sassen
- Guy Ecker (VF : Tony Joudrier) : Luis Perez
- Cheryl Ladd (VF : Céline Monsarrat) : Jillian Deline
- Harry Groener (VF : Jean-Claude Montalban) : Gunther
- John Terry (VF : Michel Papineschi) : Larry McCoy

## Liste des épisodes
1. Hôtel Montecito
2. Incognito
3. Arnaques à Vegas
4. Double jeu
5. Un été en enfer
6. Devoirs de vacances
7. Le Conte de Montecito
8. Caprices de star
9. L'Année du tigre
10. Coup de poker
11. Pleine lune
12. Jeu de jambes
13. Sous haute surveillance
14. Le Grand Saut
15. Qui veut la peau de Jean-Claude Van Damme ?
16. Escapade à La Nouvelle-Orléans
17. Sans l'ombre d'une trace
18. Traquée
19. Le bon Samaritain
20. Recherche mémoire désespérément
21. Pour une poignée de diamants
22. Le Big Bang
23. Faites vos jeux, rien ne va plus

### Épisode 1:Hôtel Montecito
- : 22 septembre 2003

### Épisode 2:Incognito
- : 29 septembre 2003

### Épisode 3:Arnaques à Vegas
- : 6 octobre 2003

### Épisode 4:Double jeu
- : 13 octobre 2003

### Épisode 5:Un été en enfer
- : 20 octobre 2003

### Épisode 6:Devoirs de vacances
- : 3 novembre 2003

### Épisode 7:Le Conte de Montecito
- : 10 novembre 2003

- Vincent Ventresca
- Paul Ben-Victor

### Épisode 8:Caprices de star
- : 17 novembre 2003

- Mimi Rogers : Sandra Adlman

### Épisode 9:L'Année du tigre
- : 1er décembre 2003

### Épisode 10:Coup de poker
- : 15 décembre 2003

- Vera évoque Robert Duvall dans Les Amants du nouveau monde ; un clin d’œil à la saga du Parrain dans laquelle il tenait le rôle de Tom Hagen, frère adoptif de Santino « Sonny » Corleone, interprété par James Caan.
- L'histoire de Mike et son ami joueur de poker ressemble un peu à celle du film Les Joueurs.

### Épisode 11:Pleine lune
- : 5 janvier 2004

- C'est la première fois que l'on voit Mitch en fauteuil roulant.
- Mike est claustrophobe

### Épisode 12:Jeu de jambes
- : 12 janvier 2004

- Blue Man Group

### Épisode 13:Sous haute surveillance
- : 26 janvier 2004

Alec Baldwin, Brooks & Dunn

### Épisode 14:Le Grand Saut
- : 2 février 2004

- Paul Anka
- Paris Hilton
- Brian Austin Green
- Jon Lovitz

### Épisode 15:Qui veut la peau de Jean-Claude Van Damme?
- : 9 février 2004

- Jean-Claude Van Damme

Le Montecito est le lieu de tournage du dernier film de Jean Claude Van Damme, Die fast, die furious. Ed est chargé de la protection rapprochée de la star. Par la même occasion, Danny retrouve un ami, ex-militaire devenu cascadeur, sur les lieux du tournage.

### Épisode 16:Escapade à La Nouvelle-Orléans
- : 16 février 2004

- Dennis Hopper
- Geofrey Lewis
- Little Richard
- Lola Glaudini

### Épisode 17:Sans l'ombre d'une trace
- : 1er mars 2004

- Sean Astin
- Tim Bagley
- June Lockheart
- Nicki Aycox
- Jane Lynch

La mère d'Ed débarque sans prévenir au casino, ce qui n'est pas du goût d'Ed...

### Épisode 18:Traquée
- : 15 mars 2004

### Épisode 19:Le Bon Samaritain
- : 22 mars 2004

- Sugar Ray
- Rick D. Wasserman
- Jon Gries
- Zia Harris

### Épisode 20:Recherche mémoire désespérément
- : 19 avril 2004

### Épisode 21:Pour une poignée de diamants
- : 26 avril 2004

### Épisode 22:Le Big Bang
- : 10 mai 2004

- Everlast

### Épisode 23:Faites vos jeux, rien ne va plus
- : 17 mai 2004